# Carretera de Nebraska 31
La Carretera de Nebraska 31 (en inglés: Nebraska Highway 31) es una carretera estatal estadounidense ubicada en el estado de Nebraska. La carretera inicia en el Sur desde la NE 50  norte de Louisville hacia el Norte en la US 30  suroeste de Kennard, y tiene longitud de 58,5 km (36.33 mi).

## Mantenimiento
Al igual que las autopistas interestatales, y las rutas federales y el resto de carreteras estatales, la Carretera de Nebraska 31 es administrada y mantenida por el Departamento de Carreteras de Nebraska por sus siglas en inglés NDOR.

## Cruces
La Carretera de Nebraska 31 es atravesada principalmente por la  I 80  sur de Gretna 
  US 6  sur de Gretna.